# The Simpsons (sæson 5)
Den femte sæson af tv-serien The Simpsons blev første gang sendt i 1993 og 1994.

## Afsnit

### Homer's Barbershop Quartet
Tekst mangler, hjælp os med at skrive teksten

### Boy-Scoutz N the Hood
Bart bliver spejder, (ved et uheld efter at have drukket slush-ice med kun sirup) og på far og søn turen ender Homer og Bart sammen med Flanders og Todd midt ude på havet.

### Deep Space Homer
Episoden, hvor Homer bliver den første "ganske normale" borger i rummet.

### Bart Gets an Elephant
Bart vinder en elefant.

### Burns' Heir
Nogle skal overtage Mr. Burns mange penge, og det bliver Bart der bliver valgt. Burns har dog onde planer.

### Lady Bouvier's Lover
Homer's far, Abraham bliver forelsket i Marge's mor, men Burns står i vejen.